# Crocidura nigripes
Crocidura nigripes (Miller & Hollister, 1921) è un toporagno della famiglia dei Soricidi endemico di Sulawesi.

## Descrizione

### Dimensioni
Toporagno di piccole dimensioni, con la lunghezza della testa e del corpo tra 72 e 86 mm, la lunghezza della coda tra 50 e 65 mm, la lunghezza del piede tra 13,1 e 15,5 mm.

### Aspetto
Le parti superiori sono nerastre, mentre le parti inferiori sono leggermente più brunastre. Le zampe sono nerastre. La coda è più corta della testa e del corpo, è nerastra e cosparsa di peli più chiari. 

## Biologia

### Comportamento
È una specie notturna.

### Alimentazione
Si nutre di piccoli invertebrati.

## Distribuzione e habitat
Questa specie è diffusa nella parte settentrionale e centrale di Sulawesi.
Vive nelle foreste tra i 200 e i 3.000 metri di altitudine.

## Tassonomia
Sono state riconosciute 2 sottospecie:
- C.n.nigripes: Sulawesi settentrionale;
- C.n.lipara (Miller & Hollister, 1921): Sulawesi centrale.

## Conservazione
La IUCN Red List, considerato il vasto areale e la popolazione presumibilmente numerosa, classifica C. nigripes come specie a rischio minimo (Least Concern).